# 안전벨트

3점식 안전벨트

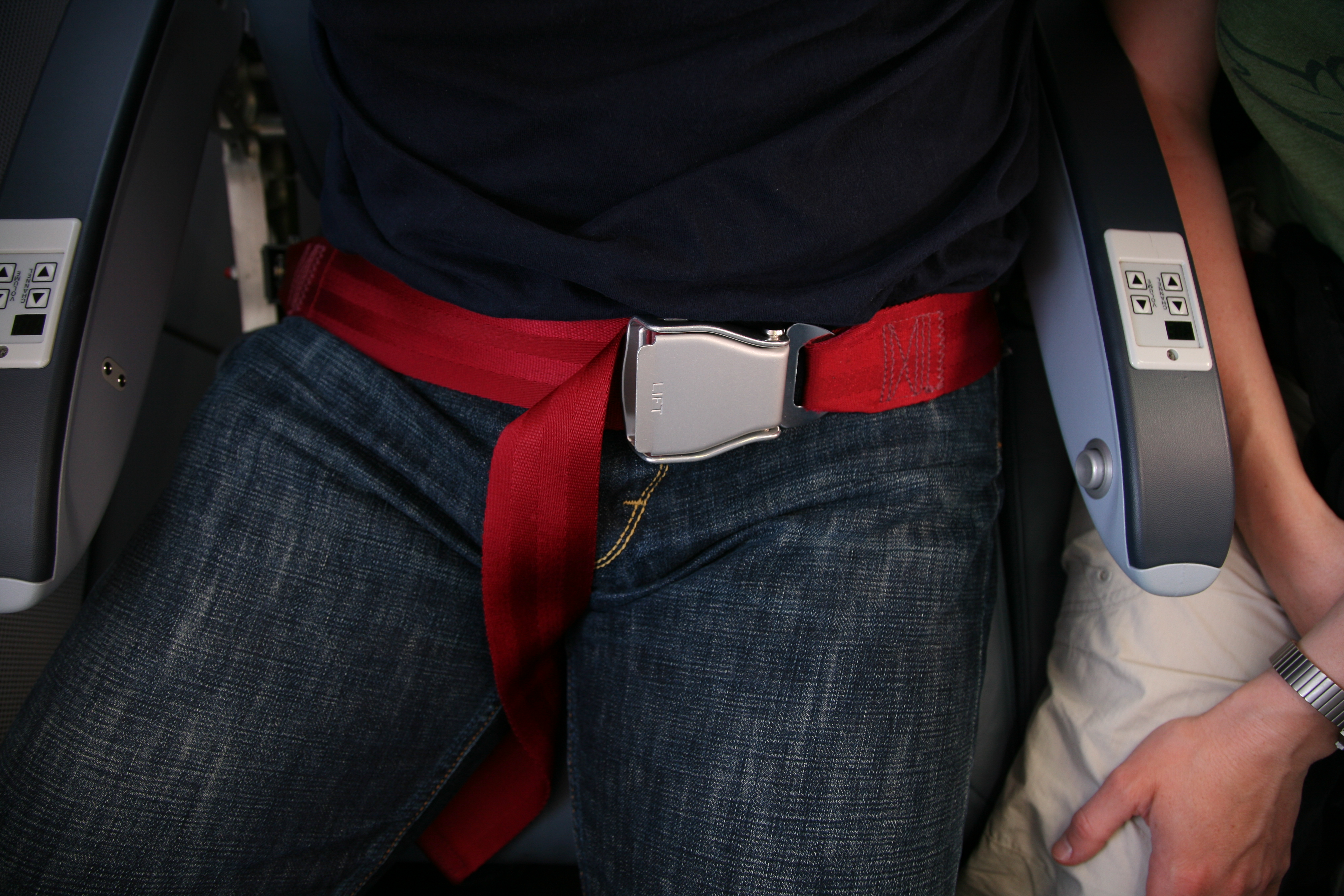
비행기의 2점식 안전벨트

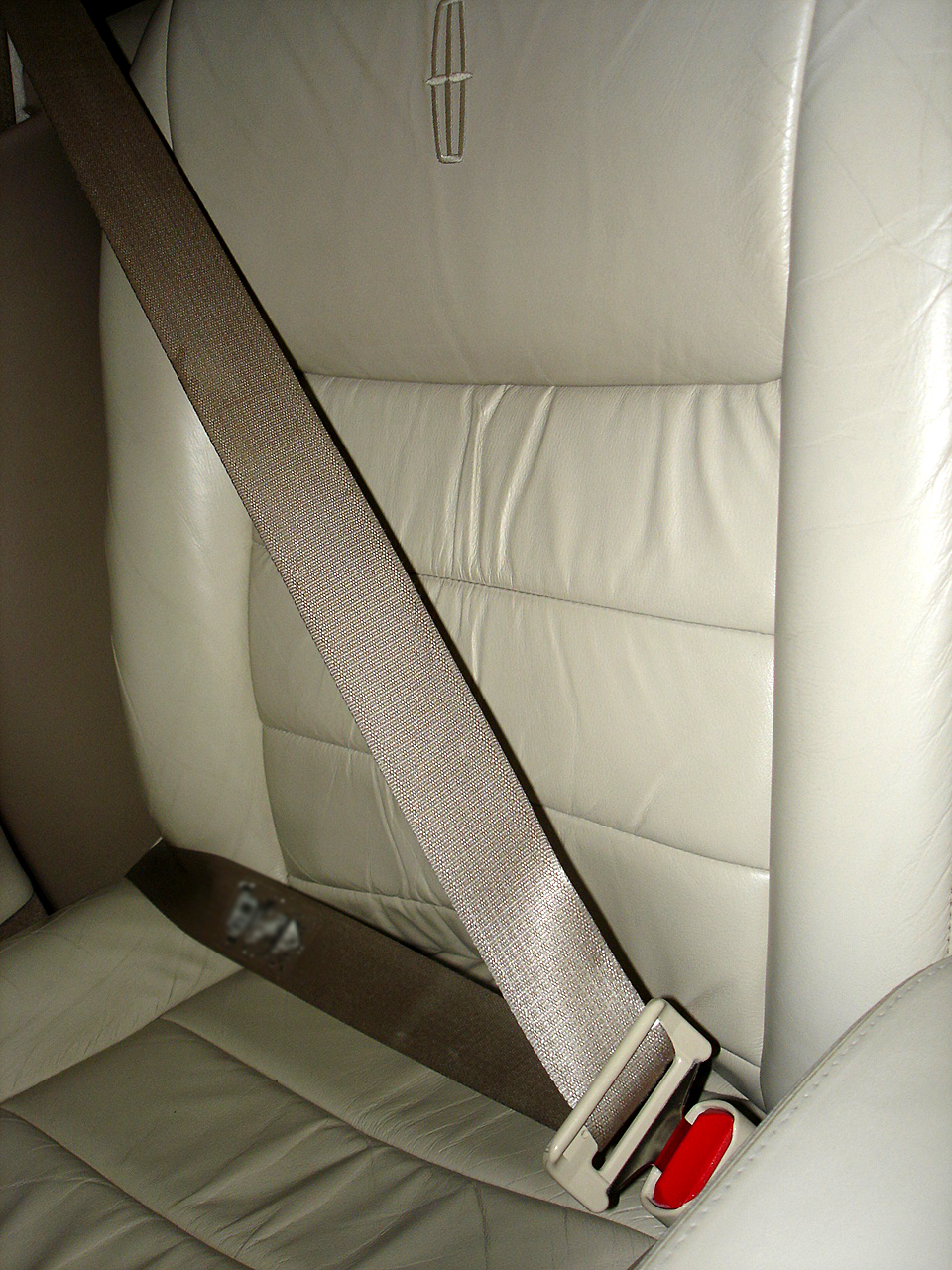
자동차의 3점식 안전벨트

안전벨트(安全 - , seat belt, seatbelt 또는 safety belt, 문화어: 걸상끈, 박띠)는 자동차나 비행기 등의 사고에서 운전자와 동승자의 사망률을 낮춰주기 위해 설치되어 있는 벨트이다. 안전띠나 좌석벨트라고도 한다. 자동차나 비행기를 타면 먼저 안전벨트부터 바르게 착용하여야 한다.

## 역사
1903년에 세계 최초로 라이트 형제가 비행기를 제작하자 일부 재벌들이 비행기를 이용하기 시작하였다. 하지만 도어나 캐노피 등 안전장치가 없어 기체가 회전하거나 선회할 때 추락으로 인한 사고가 잦았다. 1913년에 많은 사람들이 이러한 항공 사고로 사망하던 것을 더 이상 지켜볼 수 없었던 독일의 비행기 연구가 칼 고터는 비행기에 최초로 안전벨트를 적용하였다. 1920년대에서 30년대에는 자동차 제조사들의 속도 경쟁이 시작되었고 많은 사람들이 교통 사고로 사망하자 1936년에는 자동차에 2개의 띠가 있는 안전벨트를, 1959년에는 3개의 띠가 있는 안전벨트를 최초로 적용하였다.

## 버스 안전벨트 의무화 논란
대한민국에서는 2012년에 광역급행버스와 전세버스 전 좌석에서 안전벨트 착용을 의무화하기로 결정하였지만, 실제로 안전벨트를 매는 사람은 별로 없으며, 단속도 거의 하지 않는 것으로 알려지고 있다. 2023년 12월 4일, 합정역~ 동대문역 구간 중앙차로에 투입되어 운행을 개시한 '심야 자율주행버스'에 안전을 위해 23개 전좌석에 안전벨트가 장착되었다.

## 안전벨트 클립
안전벨트가 꽉 끼는 것이 불편하다는 이유로 자신의 자동차에 안전벨트 클립을 다는 사람이 많다. 하지만 안전벨트에 클립을 달게 되면 안전벨트가 느슨해져서 편리할 수는 있지만, 자동차가 사고로 충격을 받아도 안전벨트가 제 기능을 할 수 없게 되어 상당히 위험하다.

## 같이 보기
- 에어백